# 2016年8月土耳其汽車炸彈恐怖攻擊事件
2016年8月土耳其汽車炸彈恐怖攻擊事件是2016年8月26日發生在西亞國家土耳其的一場恐攻事件。截至台北時間21時40分為止死亡人數超過10人。